# فریتس لیگس
فریتس لیگس (انگلیسی: Fritz Ligges; ۲۹ ژوئیهٔ ۱۹۳۸ – ۲۱ مهٔ ۱۹۹۶) سوارکار پرش اهل آلمان غربی بود.